# 朴洛権
朴 洛権(パク・ナックォン、박낙권、1918年3月21日 - 1946年4月18日)は東北抗日聯軍の軍人。本名は朴樂權（박낙권）。

## 人物
1918年、咸鏡北道に生まれる。幼い頃に吉林省汪清県に移住。1931年、中国少年先鋒隊に入隊。1934年、中国共産主義青年団に加入。同年、汪清遊撃隊に入隊。1935年、中国共産党に入党。抗日パルチザンの東北抗日聯軍第5軍で活動。1936年、第5軍教導隊班長。翌年、排長（中隊長）。
1938年9月、東北抗日聯軍第5軍第2師第5団第2連連長。1940年3月、第2路軍総指揮部警衛隊隊長。日本軍の討伐を逃れてソ連領に移動。1942年、第88旅団第4大隊第7中隊小隊長。
第二次世界大戦終結後は延辺に派遣され、1945年10月に延辺警備第1団団長に就任。周辺の土匪を掃討した。1946年に警備第1団は東北民主連軍吉遼軍区第1旅第1団へ改編される。同年4月の第1次長春攻略戦で戦死した。

## 参考
- 和田春樹 (1992), 金日成と満州抗日戦争, 平凡社, ISBN 4-58-245603-0
- 韓俊光主編 延辺歴史研究所編 (1990), 中国朝鮮族人物傳, 延辺人民出版社, ISBN 7-80-508500-5
- “［박낙권(朴洛權, 1917~46)］”.   노동자의 책. 2015年2月24日閲覧。
- “長春解放戦役での“朝鮮団””.   朝鮮族ネット. 2015年2月24日閲覧。